# MTV Video Music Awards
MTV Video Music Awards (обично скраћено као VMAs) наградна је емисија коју додељује кабловски канал MTV у част најбољих у медију музичког спота. Првобитно замишљен као алтернатива наградама Греми (у категорији спотова), годишња церемонија доделе MTV Video Music Awards-а често се називала „Супербоул за младе”, признање способности церемоније VMA да привуче милионе младих од тинејџера до 20-годишњака сваке године. До 2001. VMA је постала престижна награда. Статуа која се даје победницима је астронаут на Месецу, једна од најранијих репрезентација MTV-ја, а колоквијално је названа „човек на Месецу”. Међутим, 2017. године Крис Макарти, председник MTV-ја, изјавио је да ће се статуа од тада звати „особа на Месецу”. Од церемоније 2006. године, гледаоци су у могућности да гласају за своје омиљене видео спотове у свим општим категоријама тако што ће посетити веб-сајт MTV-ја.

## Категорије награда
- Спот године
- Извођач године
- Песма године
- Најбољи нови извођач
- Промовисани извођач године
- Најбољу групу
- Најбоља сарадња
- Најбољи поп спот
- Најбољи рок спот
- Најбољи алтернативни спот
- Најбољи РнБ спот
- Најбољи хип хоп спот
- Најбољи латино извођач
- Најбољи кеј-поп спот
- Спот за добро
- Песма лета
- Најбоља режија
- Најбоља кореографија
- Најбољи визуелни ефекти
- Најбоља уметничка режија
- Најбоља монтажа
- Најбоља кинематографија
- Глобална икона